# Немцево
Немце́во (рос. Немцево, марій. Немычсола) — присілок у складі Гірськомарійського району Марій Ел, Росія. Входить до складу Виловатовського сільського поселення.

## Населення
Населення — 90 осіб (2010; 115 у 2002).
Національний склад (станом на 2002 рік):
- гірські марійці — 95 %